# ニコゲー
ニコゲーは、かつて株式会社スパイクが提供していたゲームサイトである。

## 概要
2010年9月14日サービス開始。
サイト内にて、ゲームの作成と公開及びプレイができ、それに加えてSNSのような機能も有している。
利用においては、ニコニコ動画のアカウントを使用する。
2011年3月24日のメンテナンス後に、同年4月27日をもってニコゲーを閉鎖することが発表された。

## 機能

### ゲーム
ゲームは利用者によって投稿され、また、ゲームの製作にあたって使用する素材（BGMや背景など）も、利用者の投稿による。
ゲームの製作においては、ジェネレーターと呼ばれるツールが用意されており、下記にあるジャンルのゲームを製作することが可能である。

#### ニコゲーで製作が可能なゲームのジャンル
- ブック
- アドベンチャーゲーム
- アクションゲーム
- シューティングゲーム
- クイズ
- スライドショー

### ニコキャラ
ニコゲーにおけるアバターのことで、初期状態では、アカウントにおいて設定した性別のニコキャラが、各パーツがバラバラの状態で置かれている。
装着するアイテムは、同サイト内にあるニコキャラSHOPにて入手ができ、ほとんどのアイテムはニコニコポイントかニコインを必要とする。
装着はクローゼットにおいて行うことができ、各アイテムがレイヤー状で、自由に移動や配置ができるようになっていることから、奇抜なレイアウトも可能となっている。
ニコキャラにおいては、公式によるニコキャラコレクション（通称ニココレ）が定期的に開催されている。

### その他機能
フレンド
ニコゲー上の自分以外の利用者をフレンドとして登録することができる。ニコゲーにおけるフレンドは、ニコニコ動画のアカウントにおいても反映される。登録可能な上限は200件。
日記
日記においては、ニコニコ動画の動画や画像を貼りつけることが可能となっている。
メッセージ
各アカウントに対してメッセージを送ることが可能になっている。
コミュニティ
同じ趣味などを持った利用者が集まる場。2010年12月2日に新たに設置された。